# Adolphe Otto de Mentock
Adolphe Aloïs Marie Ghislain Otto de Mentock (Brussel, 5 januari 1828 - Sint-Andries, 15 juli 1909) was een Belgisch burgemeester.

## Biografie

### Familie
Adolphe Otto de Mentock was een zoon van Charles Otto de Mentock (1789-1874), rechter bij de rechtbank van eerste aanleg in Brussel, en Adèle Powis de Tenbossche (1803-1878), een tante van Louis Powis de Tenbossche. Zijn grootvader Jean-Fernand heette gewoon Otto en zijn vrouw Pauline de Moor de Mentock. Hij maakte er een gewoonte van zich Otto de Mentock te noemen, hetgeen in de volgende generatie de officiële familienaam werd.
Hij trouwde in 1857 in Sint-Andries met burggravin Valérie de Nieulant et de Pottelsberghe (1823-1884). Ze kregen twee zoons en een dochter:
- Henri Otto de Mentock (1858-1931), trouwde in 1891 in Sint-Michiels met Marguerite de Serret (1870-1941), dochter van baron Henri de Serret, burgemeester van Sint-Michiels. Ze kregen een zoon en vier dochters.
- Paul Otto de Mentock (1862-1934), trouwde in 1886 in Oostkamp met Mathilde Pecsteen (1866-1953), dochter van baron Arthur Pecsteen, schepen van Brugge en volksvertegenwoordiger. Ze kregen drie zoons en twee dochters, met afstammelingen tot heden.
- Jeanne Otto de Mentock (1863-1945), trouwde in 1892 met Charles de Meurs (1855-1910). Ze kregen een zoon en een dochter, met afstammelingen tot heden.

De familie Otto de Mentock behoorde niet tot de adel, maar tot wat men de hogere burgerij kon noemen. Tegen het einde van zijn leven verkreeg Otto de Mentock op 6 mei 1903 een erfelijke adelconcessie.

### Politieke activiteiten
Adolphe Otto de Mentock, na in zijn jeugd officier van de cavalerie te zijn geweest, kon zich na zijn voordelig huwelijk vooral met maatschappelijke zaken bezighouden. Hij werd voor het eerst tot provincieraadslid van West-Vlaanderen verkozen in 1864. Hij kreeg de steun van zowel de Katholieke als Liberale Partij. In 1880 trok de Katholieke Partij haar steun terug en hij werd niet meer herkozen.
Bij de gemeenteraadsverkiezingen van 1872 was hij kandidaat in Sint-Andries. Kort na de verkiezingen werd hij tot burgemeester benoemd, in opvolging van zijn schoonvader Edouard de Nieulant. Hij oefende het ambt gedurende 32 jaar uit en nam ontslag in 1904. Hij was toen zesenzeventig.
Als burgemeester was hij bij plaatselijke verenigingen en activiteiten betrokken. Zo was hij onder meer deken van de schuttersgilde Sint-Sebastiaan in Sint-Andries (1867).

### Landbouwdeskundige
Otto spande zich actief in voor landbouwzaken. Zo was hij:
- Lid (1867), ondervoorzitter (1887) en voorzitter (1891-1903) van de Provinciale Landbouwcommissie,
- Voorzitter (1867-1885) van de Landbouwmaatschappij van het Westen (samenvoeging van de commiezen van Brugge, Diksmuide, Gistel en Torhout),
- Voorzitter van de Landbouwcomice van Brugge (1868 tot overlijden),
- Lid van de Vereniging voor de beteugeling van het stropen (1870),
- Commissaris van de Maatschappij van hovingbouw en kruidkunde (1873),
- Lid van de Toezichtcommissie van het Provinciaal Laboratorium in Roeselare (1884),
- Voorzitter (1894) en erevoorzitter (1903) van de Algemene Landbouwprijskamp in Brugge,
- Medestichter van de Raiffeisenkas in West-Vlaanderen,
- Ondervoorzitter van de Hoge Landbouwraad.